# Elárasztásos kitöltés

Négy irányú rekurzív elárasztásos kitöltés

Az elárasztásos kitöltés, egy algoritmus, amely meghatározza az adott csomóponthoz kapcsolódó területet egy többdimenziós tömbben . Ezen algoritmust alkalmazza például a Paint az ún. „vödör” kitöltés eszközként (kitöltés színnel), hogy a kapcsolódó hasonlóan színezett területeket feltöltse különböző színnel. Játékok esetében is használatos mint például a Go és Aknakereső amelynél megállapítja mely részek lettek eltávolítva.

## Az algoritmus

8 irányú rekurzív elárasztásos kitöltés

Az elárasztásos kitöltés algoritmusa három paramétert vesz igénybe: a kezdő csomópontot, egy célszínt és egy csereszínt. Az algoritmus megkeresi a tömb összes csomópontját, amelyek a cél szín útvonalával kapcsolódnak a kezdő csomóponthoz, és megváltoztatja azokat a csere színre. Az elárasztásos kitöltés algoritmusa sokféle módon felépíthető, ám ezek mindegyike egy sor vagy a verem adatszerkezetét használja fel, explicit vagy implicit módon.
Attól függően, hogy figyelembe vesszük a csomópontokat, amelyek érintkeznek a csatlakoztatott sarkokban, vagy sem, két változatunk van: nyolc és négy irányú.

### Verem alapú rekurzív megvalósítás (négyirányú)
Egy implicit módon verem alapú (rekurzív) elárasztásos kitöltés megvalósítása (kétdimenziós tömb esetén) a következő: 
```
 
Elárasztásos kitöltés
 (csomópont, cél szín, csere szín):
 1. Ha (if) a 
célszín
 megegyezik a 
csere színével
, visszatérés.
 2. Egyébként, ha (else if) a 
csomópont
 színe nem egyezik meg a 
célszínnel
, visszatérés.
 3. Különben (else) állítsa be a 
csomópont
 
színét a csere színre
.
 4. Végezz 
Elárasztásos kitöltés
 (egy lépés a 
csomóponttól
 délre
,
 
célszín,
 
csere szín).

   Végezz 
Elárasztásos kitöltés
 (egy lépés a 
csomóponttól
 északra, cél
szín,
 
csere szín).

   Végezz 
Elárasztásos kitöltés
 (egy lépés nyugatra a 
csomóponttól
, 
célszín
, 
csere szín
).
   Végezz 
Elárasztásos kitöltés
 (egy lépés keletre a csomóponttól,       
célszín,
 
csere szín).

 5. Visszatérés. 
```

Bár könnyen érthető, a fentebb használt algoritmus megvalósítása kivitelezhetetlen olyan programozási nyelveken és környezetekben ahol a verem mérete szigorúan korlátozott. (pl. Java kisalkalmazások).

### Alternatív megvalósítások
Az alábbiakban látható egy kifejezetten soron alapuló megvalósítás pszeudokódja az ún. "Erdő Tűz" (Forest Fire) algoritmus. Ez hasonló az egyszerű rekurzív megoldáshoz, azzal a különbséggel, hogy a rekurzív hívások helyett a csomópontokat egy felhasználási sorra állítja: 
```
 
Elárasztásos kitöltés
 (csomópont, célszín, csere szín):
 1. Ha a 
célszín
 megegyezik a 
csere színével
, visszatérés.
 2. Ha a 
csomópont
 színe nem egyezik meg a 
célszinttel
, visszatérés.
 3. Állítsa be a 
csomópont
 
színét csere színre
.
 4. Állítsa 
Q-
t az üres sorra.
 5. Adja hozzá a 
csomópontot
 a 
Q
 végéhez.
 6. Amíg a 
Q
 nem üres:
 7. Állítsa 
n-
 et a 
Q
 első elemével egyenlőre.
 8. Távolítsa el az első elemet a 
Q-ból
.
 9. Ha az n-től nyugatra eső csomópont színe a célszín,
       állítsa a csomópont színét a csere színre, és adja hozzá ezen csomópontot a Q végéhez.
 10. Ha az n-től keletre eső csomópont színe a célszín,
       állítsa a csomópont színét a csere színre, és adja hozzá ezen csomópontot a Q végéhez.
 11. Ha az n-től északra található csomópont színe a célszín,
       állítsa a csomópont színét a csere színre, és adja hozzá ezen csomópontot a Q végéhez.
 12. Ha az n-től délre található csomópont színe a célszín,
       állítsa a csomópont színét a csere színre, és adja hozzá ezen csomópontot a Q végéhez.
 13. Folytassa a hurkot (ciklust), amíg a 
Q
 nem üres.
 14. Visszatérés. 
```

Téglalap alakú területek kitöltésére szolgáló gyakorlati megvalósítások használhatnak egy hurkot a nyugati és a keleti irányba, optimalizáció céljából, hogy elkerüljék a verem vagy a sorkezelés túlterhelését: 
```
 
Elárasztásos kitöltés
 (csomópont, cél szín, csere szín):
 1. Ha a 
célszín
 megegyezik a 
csere színével
, visszatérés.
 2. Ha a 
csomópont
 színe nem egyezik meg a 
célszínnel
, visszatérés.
 3. Állítsa 
Q-
t üres sorra.
 4. Adja hozzá a 
csomópontot
 a 
Q-hoz
.
 5. A 
Q
 minden 
N
 elemére:
 6. Állítsa 
w
 és 
e
 értékét 
N-re
.
 7. Mozgassa 
w
 nyugatra, amíg a csomópont színe a w-től nyugatra nem egyezik meg a cél színnel.
 8. Mozgassa 
e
 keletre, amíg a csomópont színe az e-től keletre nem egyezik meg 
cél színnel.

 9. Minden 
n
 csomópontra 
w
 és 
e között
:
10. Állítsa az 
n
 színét a 
csere színre
.
11. Ha az 
n-
 től északra található csomópont 
színe célszín
, adja hozzá a csomópontot a 
Q-hoz
 .
12. Ha az 
n-
 től délre található csomópont 
színe célszín
, adja hozzá a csomópontot a 
Q-hoz
 .
13. Folytassa a hurkot (ciklust), amíg a 
Q
 nem üres.
14. Visszatérés. 
```

Az algoritmus megváltoztatásával használhatunk egy további tömböt arra, hogy tárolni tudjuk a terület alakját amely lehetővé teszi azt, hogy elfedjük az ún. "zavaros” elárasztásos kitöltést, ahol egy elem egy meghatározott küszöbértékig különbözhet a forrásjeltől. Ennek a kiegészítő tömbnek az alfa-csatornaként történő használata lehetővé teszi, hogy a kitöltött részek szélei valamely szinten beolvadjanak a nem kitöltött régióval.     

## Rögzített memória alapú metódus (jobb oldali kitöltési módszer)
Létezik egy olyan módszer, mely lényegében nem használ memóriát  négy összekapcsolt régió számára, amely úgy tesz, mintha festő lenne, aki megpróbálja festeni a régiót anélkül, hogy magát egy sarokba festené. Ezen módszer a labirintusok megoldására is alkalmas. Az elsődleges határvonalat alkotó négy pixelt megvizsgáljuk, hogy megtudjuk, milyen lépéseket kell tenni. A festő a következő feltételek egyikében találhatja magát:
1. A határ képkockái közül mind a négy ki van töltve.
2. A határ pixelek közül három ki van töltve.
3. A határ képkockái közül kettő van kitöltve.
4. Egy képkocka van kitöltve a határok közül.
5. Egy határ képkocka sincs kitöltve.

Ha utat vagy határt kell követni, akkor a jobb oldali szabályt kell használni. A festő követi a régiót úgy, hogy jobb kezét a falhoz pozicionálja (a régió határa), és a régió széle körül halad, anélkül, hogy a kezét eltávolítaná.
1. Azon eset amelyben a festő megfesti (kitölti) a képkockát, amelyen a festő áll, és leállítja az algoritmust.
2. Ezen esetben létezik a területről kivezető út. Fesse le azt a képkockát, amelyen a festő áll, és induljon a nyitott (elérhető) útvonal irányába.
3. Itt a két határ pixelei meghatároznak egy utat, amelynél ha az aktuális képkockát festettük, akkor az megakadályozhat abban, hogy  bármikor visszatérjünk az útvonal másik oldalára. Szükségünk van egy "jelre", hogy meghatározzuk, hol vagyunk, és milyen irányba haladunk, hogy megnézhessük, vissza térünk-e valaha ugyanahhoz a képkockához. Ha már létrehoztunk egy ilyen "jelet", akkor megőrizzük ezen jelölést, és a jobb oldali szabályt követve mozgunk a következő képkockára.
A jelölést az első 2 képpontos határnál használják, hogy emlékezzenek arra, hogy hol kezdődött az átjárató, és milyen irányban haladt a festő (painter). Ha újra találkozunk a jelöléssel, és a festő ugyanazon irányba halad, akkor a festő tudja, hogy biztonságos a jelöléssel levő négyzet festése, és a haladás folytatása ugyanazon irányban. Ennek oka az, hogy (valamilyen ismeretlen úton keresztül) a jel másik oldalán lévő pixeleket a jövőben elérhetik és megfesthetik. A jelölést eltávolítják későbbi felhasználás céljából.
Ha a festő találkozik a jelöléssel, de eltérő irányba halad, akkor valamilyen hurok történt, amely miatt a festőt visszatért a jelöléshez. Ezt a hurkot meg kell szüntetni. A jelölést felveszik, és a festő ezután a jelölés által korábban jelzett irányba halad a baloldali szabály segítségével a határhoz (hasonlóan a jobbkezes szabályhoz, de a festő bal kezét használva). Ez addig folytatódik, amíg meg nem találják a kereszteződést (három vagy több nyitott határponttal). A bal oldali szabály alkalmazásával a festő most egy egyszerű átjárót keres (két határképpont alapján). Miután megtalálta ezt a két képpontos határútvonalat, ezen pixel kitöltésre kerll. Ez megszakítja a hurkot, és lehetővé teszi az algoritmus folytatását.
4. esetnél ellenőriznünk kell az ellentétes 8 csatlakoztatott sarkot, hogy ki vannak-e töltve vagy sem. Ha az egyik vagy mindkettő ki van töltve, akkor ez több irányú kereszteződést hoz létre, és nem tölthető ki. Ha mindkettő üres, akkor az aktuális pixel ki lehet tölteni, és a festő a jobb oldali szabályt követve mozoghat.
Az algoritmus többlet futási idővel spórol memóriát. Az egyszerű alakzatoknál nagyon hatékony. Azonban, ha az alakzat bonyolult és több tulajdonsággal rendelkező, az algoritmus sok időt tölt a régió széleinek nyomon követésével annak biztosítása érdekében, hogy mindegyik kitölthető legyen.
Ezen algoritmus először 1981-ben vált elérhetővé a Vicom Systems Inc. által gyártott Vicom képalkotási rendszerben. A klasszikus rekurzív elárasztásos kitöltés algoritmusa is elérhető volt ezen képalkotási módszerben.

### Pszeudókód
Alább látható egy optimális, rögzített-memóriájú elárasztásos kitöltés algoritmus megvalósítás, strukturált magyar nyelven:
A változók: jelenlegi, jel és jel2 mindegyike pixelkoordinátákat vagy null értéket tartalmaz. 
```
 MEGJEGYZÉS: Ha a "jel" nullára van állítva, ne törölje annak korábbi koordináta értékét.
      Meg kell tartani ezen koordinátákat, hogy szükség esetén visszahívhatóak legyenek. 
```

A jelenlegi_irany, a jel_irany és a jel2-irany mindegyike egy irány értékkel rendelkezik (balra, jobbra, fel vagy le). A "visszalepes", és a "hurok_keres" mindkettő logikai értékkel rendelkezik és egész számnak számít.
Az algoritmus:
(MEGJEGYZÉS: Az összes irány (elöl, hátul, balra, jobbra) relatív a "jelenlegi-irany"-hoz.) 
```
Állítsa "jelenlegi"-t a kezdő pixelre
Állítsa "jelenlegi-irany"-t az alapértelmezett irányba
Törölje a "jel" és a "jel2" értékét (állítsa az értékeket null-ra)
Állítsa a "visszalepes"-t és a "hurok_keres"-t hamisra

Ciklus amíg
 elől levő pixel üres //Adott útvonalon jelen pixelt követő
  lépj előre

CiklusVége

ugrás a KEZDET-re

BELSŐ CIKLUS

  lépés előre
  
Ha
 jobb-pixel üres 
akkor

    
Ha
 'visszalepes' igaz 
és
 'hurok_keres' hamis 
és
 az elülső pixel 
vagy
 bal oldali pixel üres 
akkor

      állítsa a 'hurok_keres'-t igazra
    
HaVége

    jobbra pozícionálás
FESTÉS:
    lépés előre
  
HaVége

KEZDET:
  
Állíts
 
megszamlalas-t (count)
 a nem átlósan szomszédos kitöltött pixelek számára (első / hátsó / bal / jobb)
  
Ha
 megszamlalas 
nem
 4 
akkor

    
csináld

      jobbra pozícionálás
    
Amíg
 előrébb levő képpont üres //Adott – jelenlegi ponthoz képest
    
csináld

      balra pozícionálás
    
Amíg
 előrébb levő pixel kitöltött
  
HaVége

  
Kapcsoló
 
megszamlalas

    
1. eset

      
Ha
 'visszalepes' igaz 
akkor

        állítsa a 'hurok_keres' igazra
      
Különben, Ha
 'hurok_keres' igaz 
akkor

        
Ha
 jel null, 
akkor

          állítsa vissza a "jel"-t
        
HaVége

      
Különben, ha
 bal első pixel és bal-hátsó-képpont üres 
akkor

        törölje a 'jel' értékét
        töltse ki a 'jelenlegi'-t
        ugrás a FESTÉS-hez
      
HaVége

    
EsetVége

    
2. eset

      
Ha
 hátsó pixel ki van töltve 
akkor

        
Ha
 első-bal pixel nincs kitöltve 
akkor

          törölje a "jel" értékét
          töltse ki a "jelenlegi"-t
          ugrás a FESTÉS-hez
        
HaVége

      
Különben, ha "
jel" nincs beállítva 
akkor

        állítsa a "jel"-et a "jelen"-re
        állítsa a "jel_irany"-t "jelenlegi_irany"-ra
        törölje a "jel2" értékét
        állítsa a "hurok_keres" és a "visszalepes"-t hamis értékre
      
Különben

        
Ha
 "jel2"-nek nincs érték adva 
akkor

          
Ha
 "jelenlegi" a "jel"-nél van 
akkor

            
Ha
 "jelenlegi_irany" ugyanaz, mint a "jel_irany" 
akkor

              törölje a "jel" értékét"
              megfordulas
              töltse ki a "jelen"-t
              ugrás a "FESTÉS"-hez
            
Különben

              állítsa igazra a "visszalepes"-t
              állítsa a "hurok_keres"-t hamisra
              állítsa a "jelenlegi_irany"-t "jel_irany"-ra
            
HaVége

          
Különben, ha
 "hurok_keres" igaz 
akkor

            állítsa a "jel2"-t a "jelenlegi"-re
            állítsa a "jel2_irany" értékét "jelenlegi_irany"-ra
          
HaVége

        
Különben

          
Ha
 "jelenlegi" a "jel"-nél van 
akkor

            állítsa a "jelenlegi"-t a "jel2"-re
            állítsa a "jelenlegi_irany"-t "jel2_irany"-ra
            törölje a "jel" és "jel2" értékét
            állítsa a "visszalepes"-t hamisra
            megfordulas
            töltse ki a "jelenlegi"-t
            ugrás a "FESTÉS"-hez
          
Különben, ha
 a "jelenlegi" a "jel2"-nél van 
akkor

            állítsa a "jel"-t a "jelenlegi" értékére
            állítsa a "jelenlegi_irany"-t és a "jel_irany"-t a "jel2_irany"-ra
            törölje a "jel2" értékét
          
HaVége

        
HaVége

      
HaVége

    
EsetVége

    3. eset
      törölje a "jel" értékét
      töltse ki a "jelenlegi"-t
      ugrás a "FESTÉS"-hez
    
EsetVége

    4. eset
      töltse ki a "jelenlegi"-t
      
Kész

    
EsetVége

  
KapcsolóVége

CIKLUS VÉGE
```

## Letapogatásos kitöltés

Letapogatásos (vízszintes pixelsor) kitöltés (kattintson az animáció megtekintéséhez)

Az algoritmus a sorok kitöltésével felgyorsítható. Ahelyett, hogy az egyes potenciális jövőbeli képpont-koordinátákat a verembe tolná, megvizsgálja a szomszédos vonalakat (az előzőt és a következőt), hogy megtalálja a szomszédos szegmenseket, amelyek egy jövőbeli áthaladással kitölthetők; a vonalszakasz koordinátáit (akár elejét, akár végét) a veremre tolják. A legtöbb esetben ez a letapogatási algoritmus legalább egy nagyságrenddel gyorsabb, mint az egy pixelre eső.
Hatékonyság : minden pixelt egyszer lesz ellenőrizve.

## Vektor alapú megvalósítások
Az Inkscape 0.46-os verziója tartalmaz egy "vödör" kitöltő eszközt, amely a szokásos bitmap műveletekhez hasonló kimenetet ad és valójában egy ilyen használatával: a vászon megjelenítésre kerül, az elárasztásos kitöltés művelet végrehajtódik a kiválasztott területen, és az eredmény visszavezethető egy útvonalra. A peremérték-probléma elgondolását használja.

## Nagy méretű viselkedési forma
Az elsődleges módszer az elárasztásos kitöltés vezérlésére adat- vagy folyamatközpontú. Az adatközpontú megközelítés vermet vagy sort is használhat arra, hogy számon tudja tartani a pixeleket melyeket szükséges ellenőrizni. A folyamatközpontú algoritmusnak vermet kell használnia.
A négyirányú elárasztásos kitöltés algoritmusa, amely szomszédsági technikát és sort használ az elemi pixelek tárolása, egy növekedő rombusz alakú kitöltést eredményez.
Hatékonyság : 4 pixel ellenőrzése történik minden kitöltött képpontnál (8 egy 8-irányú kitöltésnél).
Egy négyirányú elárasztásos kitöltés algoritmus, amely szomszédsági technikát és vermet használ, az elemi pixelek tárolására az lineáris kitöltést eredményez  és ún. "később kitöltődő rés" viselkedéssel rendelkezik. Ez a megközelítés különösen a régebbi 8 bites számítógépes játékokban tapasztalhatóak, amelyeket például Grafikus Kalandkészítő (GAC) segítségével hoztak létre.
Hatékonyság : 4 pixel ellenőrzése történik minden kitöltött képpontnál (8 egy 8-irányú kitöltésnél).

## Lásd még
- Szélességi keresés
- Mélységi keresés
- Gráfbejárás
- Csatlakoztatott komponensek címkézése
- Dijkstra algoritmusa

## Fordítás
Ez a szócikk részben vagy egészben  a   Flood Fill című angol Wikipédia-szócikk fordításán alapul.  Az eredeti cikk szerkesztőit annak laptörténete sorolja fel. Ez a jelzés csupán a megfogalmazás eredetét és a szerzői jogokat jelzi, nem szolgál a cikkben szereplő információk forrásmegjelöléseként.